# Amusaron pruinosa
Amusaron pruinosa is een vlinder uit de familie van de echte spinners (Bombycidae). De wetenschappelijke naam voor de soort is voor het eerst geldig gepubliceerd in 1907 door Grünberg.
De soort komt voor in het Afrotropisch gebied.